# 春風亭梅橋
春風亭 梅橋（しゅんぷうてい ばいきょう）は、落語家の名跡。現在は空き名跡となっている。
初代春風亭梅橋以前に、松竹楼梅橋、鶯遊亭梅橋、桂梅橋などがいたとされる。
- 初代春風亭梅橋 - 後∶七代目雷門助六
- 鶯春亭梅橋
- 二代目春風亭梅橋 - 本項にて詳述

二代目 春風亭 梅橋（1934年〈昭和9年〉10月1日 - 1984年〈昭和59年〉1月25日）は、東京都出身の落語家。本名∶三村 良弘。出囃子∶『梅は咲いたか』。

## 来歴
東京京橋の刺繍屋の長男。義務教育終了後の1954年（昭和29年）1月に四代目柳亭痴楽に入門し、柳亭痴太郎を名乗る。1957年（昭和32年）5月に二ツ目に昇進し、柳亭小痴楽に改名（初代）。
1965年（昭和40年）から日本テレビで始まった『金曜夜席』の大喜利メンバーに、七代目立川談志によって抜擢される。翌年の1966年（昭和41年）、『金曜夜席』が日曜の夕方に枠移動して『笑点』となった後も、初代レギュラーのひとりとして引き続き出演した。即興でなぞかけを作ることを得意とし、人気を博した。
1969年（昭和44年）4月に真打昇進し、二代目春風亭梅橋と改名。なお同年、『笑点』の番組路線を巡って談志とレギュラーメンバーが対立したため、同年3月30日の放送をもって梅橋を含む当時の回答者5人全員が番組を降板することになる。このレギュラー出演最後の日に小痴楽改め梅橋の真打昇進披露口上が番組内で行われた（大喜利の後に収録されたので梅橋として大喜利に出演することはなかった）。
他のレギュラー全員が後に番組に復帰したのに対し、5人の中で唯一番組に復帰できなかった。これは桂歌丸によれば、笑点降板直後に新設されたばかりの東京12チャンネル（テレビ東京の前身）の演芸番組にレギュラー加入したため、『笑点』に復帰するキッカケを失ったからだとされている。この演芸番組は師匠である痴楽が絡んでいたためやむを得ないことだった。
酒浸りの生活を続け、朝から酒を呑み、酔っ払って高座に上がるなどのトラブルが数多く続いた。東京12チャンネルの『日曜ワイド笑』の最終回に痴楽とともに出演した時には、かなりの酩酊状態で、寄りかかって居眠りをするハプニングを起こした。このことで、師弟共にクレームが入る事態となり、全てのテレビ局から干されるなど、タレントとしての致命傷につながったとされる。晩年は所属プロダクションを解雇され、仕事が激減したことで、馴染みの飲み屋を回って、得意のなぞかけを披露し、酒を飲ませてもらう状態であったと言われている。
やがて糖尿病になったのに加え、腎臓を患い、アルコール使用障害専門の精神病院へ入院するなど闘病生活を送っていたが再起叶わず、1984年（昭和59年）1月25日、食道静脈瘤破裂により死去。49歳没。墓所は青山霊園。

## 芸歴
- 1954年1月 - 四代目柳亭痴楽に入門、「痴太郎」を名乗る。
- 1957年5月 - 二ツ目昇進、「小痴楽」に改名。
- 1969年4月 - 真打昇進、「二代目春風亭梅橋」と改名。

## 人物・エピソード
家族
妻は東京あんみつ娘のメンバー・初代柳ほくろを経て、6代目春風亭柳橋門下の落語家・初代春風亭笑橋になった人物。
師匠との関係
- 小痴楽時代、師匠の痴楽を怒らせてしまい、痴楽は「小痴楽の名前を取り上げる」と告げたが、小痴楽は「そこまでするのは大げさだ。小の字だけ取ってくれ」と言い放った[3]。
- 1973年（昭和48年）秋、痴楽が大阪で倒れて入院すると、枕元に駆けつけ「俺に禁酒を勧めるからこうなったんです」と嫌味を言った。痴楽は「見舞いに来たのか、殺しに来たのかわからねえ」とこぼした。

なぞかけの達人
- なぞかけは梅橋が小痴楽時代に談志や橘家舛蔵（のちの5代目月の家圓鏡→8代目橘家圓蔵）とトリオでキャバレーなどの営業に出かけていたときに磨いた芸で、談志をして「メチャクチャなのをやってぶっ壊す[3]」とうならせた鋭敏なブラックユーモアの持ち主であった[1]。なぞかけの一例として、
  - 「ビールとかけて、てんかん持ちの嫁との初夜ととく」「その心は?」「抜いたとたんに泡吹いた」[3]
  - 「ヤクザの喧嘩とかけて、おっぱいととく」「その心は?」「すったもんだで大きくなった」

酒
- 酒はビールしか飲まなかった。「ビールは俺にとって薬だ[3]」「少し位体が悪くても、ビールを飲むと治っちゃう[2]」「健康保険で売らねえかな[2][3]」とうそぶいていた。
- 腹が出てくると「ボデイビール」と洒落のめしていた。
- アルコール使用障害がひどくなって医者に通うようになると、断酒のアドバイスに「酒を断って治すのは当たりめえだ。好きな酒を飲みながら治すのが医者じゃねえか」と言って医師を困らせた。

奇行・イタズラ
- 新宿末廣亭出演の待ち時間に近くのデパート・伊勢丹の屋上のペット売場に通い、そこの九官鳥に「三越、三越」と近隣の別の百貨店の名前を話すように仕込んだところ、数日後、九官鳥が売場から消えてしまった。人々は、三越の売場に移されたと噂した[1][2]。
- 森永コーラスの宣伝を兼ねた営業で、客から「コーラスってどんな味なんだ」と問われ、「早い話がカルピスの姉妹品だ」と平然と言い放ち、担当者を激怒させた[3]。
- 父親の臨終に立ち会わず、ずっと居酒屋で飲んでいた。談志がそのことをなじると、「俺がいたって治らねえ」と返答した[3]。

## 出演

### 映画
- 喜劇 大風呂敷（1967年、中平康監督） - 鉄（大工）役　＊柳亭小痴楽名義

## 演じた俳優
- 粟島瑞丸 - 『BS笑点ドラマスペシャル 五代目 三遊亭圓楽』（2019年・BS日テレ）